# 孟買 (紐約州)
孟買（英語：Bombay）是一個位於美國紐約州富蘭克林縣的鎮。

## 人口
根據2020年美國人口普查的數據，孟買的面積為92.90平方千米，當中陸地面積為92.57平方千米，而水域面積為0.32平方千米。當地共有人口1254人，而人口密度為每平方千米13人。